# Deutscher Einheits-Fernseh-Empfänger E 1
Deutscher Einheits-Fernseh-Empfänger E 1 også kendt under navnet Volksfernseher var et tysk fjernsynsapparat, som blev introduceret i 1939, men aldrig kom i egentlig produktion.
Fjernsynet blev præsenteret som en del af den nazistiske folkepropaganda, og skulle ligesom Folkevognen masseproduceres og sælges i et prisleje (650 Reichsmark), som gjorde det muligt for en bredere del af den tyske befolkning at købe apparatet. 
Seks producenter gik sammen for at udvikle apparatet: Bosch, Blaupunkt, Loewe, Lorenz, TeKaDe og Telefunken. Der skulle i første række produceres 10.000 apparater.
På den tyske radio- og fjernsynsudstilling i 1939 blev enhedsmodtageren præsenteret for offentligheden. Apparatet kunne kun modtage på én frekvens. Dels for at holde omkostningerne nede, dels fordi der kun sendtes en tv-kanal.
Fjernsynet kom med udbruddet af 2. verdenskrig aldrig i egentlig produktion. Der blev produceret 50 apparater, som blev fordelt til lazaretter og tjenestesteder.
Fjernsynsapparatet findes i dag på bl.a. Museum für Kommunikation Berlin og Museum für Kommunikation Frankfurt.